# Гораї
Гораї (рос. Гораи) — присілок в Островському районі Псковської області Російської Федерації.
Населення становить 121 особу. Входить до складу муніципального утворення Горайська волость.

## Історія
Від 2015 року входить до складу муніципального утворення Горайська волость.

## Населення
| 2001 | 2002 | 2010 |
| ---- | ---- | ---- |
| 179  | ↘149 | ↘121 |